# Nelly Darén
Nelly Darén   (Buenos Aires, 1926) nom de naixement Nélida Furlan, va ser una actriu de cinema i teatre i presentadora de televisió. Va treballar en diversos països d'Amèrica des de la dècada de 1940.

## Biografia
Es va iniciar en l'actuació interpretant a les obres de teatre: Bodas de sangre de Federico García Lorca i 16 años de Aimée i Philip Stuart. També va intervenir a comèdies musicals com a Madame 13 (1945) i Cabalgata del Tango (1954). Va debutar al cinema el 1943 a Juvenilia i de seguida la rossa joveneta simpàtica que era en aquell moment, es va convertir en una actriu molt sol·licitada. Les seves millors interpretacions van ser a La cumparsita (1947), al costat d'Hugo del Carril i en dos pel·lícules de tema esportiu: Con los mismos colores (1949) i Bólidos de acero (1950). El 1952 va treballar al costat de José María Gutiérrez a Teleteatro de la sonrisa que es transmetia de dilluns a divendres per Canal 7 amb llibre i posada en escena de Eifel Celesia. El 1953 era una de les protagonistes a Teleteatro de los lunes que es transmetia els dilluns a les 18.45 hores en què va representar Cinco voces de mujer escrit per Elsa Martínez (les altres quatre actrius van ser Leda Urbi, Tina Helba, Llavor Meliá i Leda Zanda).
L'any 1950 va formar part de la primera comissió directiva de l'Ateneo Cultural Eva Perón. El 1955 després de la caiguda de Perón es va establir a Puerto Rico on va adquirir popularitat conduint un programa de televisió. També va treballar a Mèxic i als Estats Units i va tornar al seu país a mitjan dècada de 1960 on va actuar a ràdio teatres i telenovel·les. El 1966 va treballar al programa Galeria Polyana que es va transmetre al Canal 9 entre maig i octubre de dilluns a divendres amb llibres de l'autora teatral Clara Giol Bressan. En aquest programa compartia protagonisme amb Susana Campos, Virginia Lago, Fanny Navarro, Enzo Viena, Ricardo Passano, Patricia Shaw, Aída Luz, María José Demare, i Gloria Raines.
Ernesto, el seu germà, va morir l'any 1989.

## Filmografia
Actriu
- Mi viudo y yo" (1954)
- Cinco locos en la pista (1950)
- Bólidos de acero (1950)
- No me digas adiós (1950)
- Con los mismos colores (1949)
- ¿Por qué mintió la cigüeña? (1949)
- Los secretos del buzón (1948)
- Mirad los lirios del campo (1947)
- Los hijos del otro (1947)
- La cumparsita (1947)
- Santa Cándida (1945)
- El canto del cisne (1945) .... Susana Jordán
- Villa Rica del Espíritu Santo (1945)
- Carmen (1943)
- Juvenilia (1943)

## Televisió
- Amor en mesa de saldos (1952) Sèrie